# Липштат (Семили)
Липштат (чеш. Libštát) је насељено мјесто са административним статусом варошице (чеш. městys) у округу Семили, у Либеречком крају, Чешка Република.

## Становништво
Према подацима о броју становника из 2014. године насеље је имало 964 становника.